# Tolnaodes dasynota
Tolnaodes dasynota är en fjärilsart som beskrevs av Felder 1874. Tolnaodes dasynota ingår i släktet Tolnaodes och familjen nattflyn. Inga underarter finns listade i Catalogue of Life.